# Imán dipolar

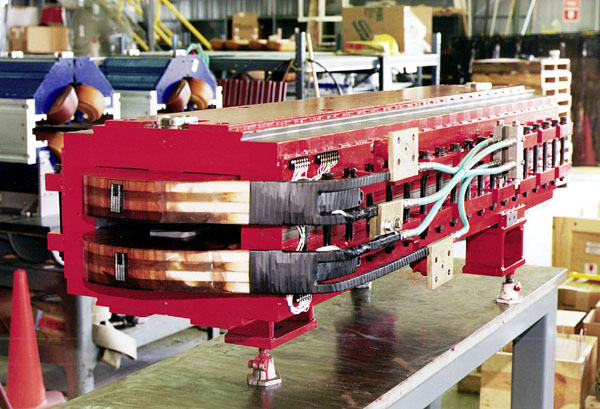
Imán dipolar en el Advanced Photon Source (USA)

En los aceleradores de partículas, un íman dipolar es un electroimán usado para crear un campo magnético homogéneo durante una cierta distancia. El movimiento de las partículas en ese campo será circular en un plano perpendicular al campo y colinear en la dirección del movimiento de las partículas y libre en la dirección ortogonal de él. Así, una partícula inyectada en un imán dipolar seguirá una trayectoria circular o helicoidal. Juntando varias secciones de dipolos en el mismo plano se aumenta el efecto radial de curvatura (la "órbita" de la partícula) del haz.
Por sus característica son usados para :
- inyección (introducción) y eyección (retirada) de partículas en aceleradores
- corrección de la órbita de la partícula
- producción de la radiación sincrotrónica